# Argyrodes huangsangensis
Argyrodes huangsangensis là một loài nhện trong họ Theridiidae.
Loài này thuộc chi Argyrodes. Argyrodes huangsangensis được Chang-Min Yin, Peng & Y. H. Bao miêu tả năm 2004.